# Gare de Shinagawa Seaside
La gare de Shinagawa Seaside (品川シーサイド駅, Shinagawa Shīsaido-eki) est une gare ferroviaire de l'arrondissement de Shinagawa, à Tokyo au Japon. La gare est gérée par la compagnie Tokyo Waterfront Area Rapid Transit (TWR).

## Situation ferroviaire
La gare de Shinagawa Seaside est située au point kilométrique (PK) 8,9 de la ligne Rinkai.

## Histoire
La gare est inaugurée le 1er décembre 2002 à l'occasion du prolongement de la ligne Rinkai à Ōsaki.

## Service des voyageurs

### Accueil
Située en souterrain, la gare est ouverte tous les jours.

### Desserte
- Ligne Rinkai :
  - voie 1 : direction Ōsaki (interconnexion avec la ligne Saikyō pour Shinjuku et Ōmiya)
  - voie 2 : direction Shin-Kiba

## Dans les environs
- Collège doctoral de technologie de l'industrie